# Никарао
Никара́о (Nicarao), или Макуильмикистли (науатль Macuilmiquiztli или Makwilmikistli: macuil «пять», miquiztli «смерть»; ? — около 1523) — имя касика (правителя) одноимённого племени Никарао, группы науа, населявшей запад современной Никарагуа и северо-запад Коста-Рики. 
Он был самым могущественным монархом в тихоокеанском регионе Никарагуа на момент прибытия завоевательной экспедиции под командованием конкистадора Хиля Гонсалеса Давилы в 1522 году. Когда испанские колонизаторы вторглись в эту область, Никарао добровольно передал им много золота и вместе с 9 тысячами соплеменников принял христианство, однако в итоге всё равно был вероломно убит завоевателями.
На основании исследования, проведённого историками в 2002 году, было обнаружено, что его настоящее имя было Макуильмиквистли, что на языке науатль означает «Пять смертей». Макуильмикистли управлял Никарао из своей столицы Куаукаполька, расположенной в нынешнем департаменте Ривас на юго-западе Никарагуа.
Согласно некогда популярной теории, название «Никарагуа» произошло от сочетания названия Никарао и испанского слова agua, что означает «вода», из-за наличия в стране двух больших озер и других водоёмов. Впрочем элемент -гуа, не имеющий однозначного перевода, широко представлен в аборигенной топонимии всей Латинской Америки.

## Контекст
Христофор Колумб в своем четвертом и последнем путешествии в 1502 году исследовал восточное побережье материковой территории, ныне известной как Никарагуа, но не вступал в контакт с какими-либо коренными народами здесь. В 1522 году испанский конкистадор Хиль Гонсалес Давила покинул Панаму с 100 людьми, начав первое вторжение в западные регионы Коста-Рики и Никарагуа. Когда они прибыли на юго-запад Никарагуа, они столкнулись с племенем, говорящим на языке науат, и с помощью двух тлашкаланских переводчиков смог поговорить с касиком племени, которого с тех пор обычно называют именем Никарао.
Территория, которой правил Никарао, располагалась на перешейке между озером Никарагуа и Тихим океаном в нынешнем департаменте Ривас и простиралась на юг до провинции Гуанакасте на северо-западе Коста-Рики. Столица племени или основное поселение называлась Каукаполька, хотя в учебниках по истории ее иногда называют Никараокалли; считается, что она располагалась недалеко от современного озёрного порта Сан-Хорхе.

## Споры об имени
Сама историчность личности Никарао в последующие годы подвергалась сомнению со стороны некоторых историков. Находились такие, кто, как действительный член Никарагуанской академии языка Фернандо Силва, утверждают, что такого человека никогда не существовало, а фигура Никарао — не что иное, как вымышленная конструкция (возможно, из-за ошибок летописца или переписчика — североамериканского дипломата и исследователя доколумбовых культур Эфраима Джорджа Сквайера). В 2002 году в результате исследования, проведённого двумя никарагуанскими историками, работавшими независимо друг от друга, было обнаружено, что настоящее имя касика на самом деле было Макуильмикистли, что на языке науатль означало «Пять смертей».
Неизвестно, как имя Никарао стало ассоциироваться с касиком Макуильмикистли. Вполне возможно, что испанские конкистадоры стали его так называть, исходя из названия его племени, которое состояло из народа пипиль-никарао, являвшегося ветвью науа. Андрес де Сереседа, казначей экспедиции Гонсалеса Давилы, записал в свой журнал имена касиков деревень, где собирали золото. В окрестностях залива Никойя в Коста-Рике они нашли крупнейшую из посещённых ими коренных деревень, которой правил касик по имени Чоротега. С тех пор лингвистические источники использовали имя этого касика как эпоним «народа чоротега», распространяя его на ряд поселений, сходных культурно и лингвистически, хотя и разделённых физически.